# Сичинский, Денис Владимирович
Денис Владимирович Сичинский (укр. Денис Володимирович Січинський; 2 октября 1865, Клювинцы, Королевство Галиции и Лодомерии, Австрийская империя — 26 мая 1909, Станислав, Австро-Венгрия) — украинский композитор, хоровой дирижёр, общественный деятель, педагог. Первый профессор музыки на Галичине.

## Биография
Родился в семье учителя. Учился в Тернопольской гимназии, где получил начальное музыкальное образование. В 1888 поступил на юридический и теологический факультет Львовского университета; позже перешёл во Львовскую консерваторию, которую окончил в 1892 году. Одновременно с обучением в консерватории брал частные уроки у композитора К. Микули (ученика Ф. Шопена).
В 1892 году был в числе организаторов музыкального общества «Боян». Как его член руководил хором в г. Коломыя (с 1893). В 1893—1895 давал частные уроки музыки во Львове; с 1895 года руководил сельскими хорами в окрестностях Перемышля (ныне г. Пшемысль, Польша).
С 1896 — учитель музыки в детском приюте с. Дроговиж Стрыйского повята. С 1899 до конца жизни жил и работал в г. Станиславе (ныне Ивано-Франковск), где в 1902 году основал музыкальную школу.
Один из инициаторов создания Союза певческих и музыкальных обществ Галичины (1903).
Умер от рака горла.

## Избранные музыкальные произведения
- историческая опера «Роксолана» (1909),
- кантаты
  - «Дніпро реве» (1892, на слова Б. Гринченко),
  - «Лічу в неволі…» (1902, на слова Т. Шевченко),
  - «Дума про Нечая» (для голоса и фортепиано),
- хоры
  - «Минули літа молодії».
  - «Пісне моя»,
  - «Непереглядною юрбою» (на слова И. Франко),
  - «Даремне, пісне»,
  - «Один у другого питаєм»
- обработки народных песен — сборник «152 українські народні і патріотичні пісні», «Популярні пісні для дитячих голосів» (обе — 1903—1905),
- популярные песни на слова украинских поэтов — «У гаю, гаю…», «Один у другого питає…» (на слова Т. Шевченко), «Не пора, не пора…», «Як почуєш вночі…», «Січ в поході», «Чом, чом, чом, земле моя…» (на слова К. Малицкой), «Не співайте мені сеї пісні» (на слова Леси Украинки), «Нудьга гнітить…» (на слова Н. Вороного) и др.,
- романсы
  - «Як почуєш вночі», «І золотої, й дорогої», «У мене був коханий край», «Бабине літо»
- духовная музыка,
- фортепианные пьесы.

## Память
- Могила композитора с установленным на ней памятником находится сейчас в центральном сквере Ивано-Франковска.